# Julia Sanina
Julia Sanina, artistnamn för Julija Oleksandrivna Bebko, född Holovan den 11 oktober 1990 i Kiev, är en ukrainsk sångare och frontperson i det ukrainska rockbandet The Hardkiss.
Hon var programledare för Eurovision Song Contest 2023 i Liverpool tillsammans med Alesha Dixon, Hannah Waddingham och Graham Norton.